# Ovcearovo, Dobrici
Ovcearovo (în bulgară Овчарово, în română Durgut-Calfa/ Dragos Voda)  este un sat în comuna Dobricika, regiunea Dobrici, Dobrogea de Sud, Bulgaria. 
Între anii 1913-1940 a făcut parte din plasa Ezibei a județului Caliacra, România.

## Demografie
Componența etnică a satului Ovcearovo
     Romi (6,62%)
     Turci (18,18%)
     Bulgari (57,38%)
     Nicio identificare (17,23%)
     Altele (0,56%)
La recensământul din 2011, populația satului Ovcearovo era de 528 locuitori. Din punct de vedere etnic, majoritatea locuitorilor (57,38%) erau bulgari, existând și minorități de turci (18,18%) și romi (6,62%). Pentru 17,23% din locuitori nu este cunoscută apartenența etnică.